# Communauté de communes du Pays Audunois
Die Communauté de communes du Pays Audunois ist ein ehemaliger französischer Gemeindeverband mit der Rechtsform einer Communauté de communes im Département Meurthe-et-Moselle in der Region Grand Est. Sie wurde am 29. Dezember 2001 gegründet und umfasste 14 Gemeinden. Der Verwaltungssitz befand sich im Ort Audun-le-Roman.

## Historische Entwicklung
Mit Wirkung vom 1. Januar 2017 fusionierte der Gemeindeverband mit der Communauté de communes du Bassin de Landres und bildete so die Nachfolgeorganisation Communauté de communes Pays de l’Audunois et du Bassin de Landres.

## Ehemalige Mitgliedsgemeinden
1. Anderny
2. Audun-le-Roman
3. Beuvillers
4. Bréhain-la-Ville
5. Crusnes
6. Errouville
7. Joppécourt
8. Malavillers
9. Mercy-le-Haut
10. Mont-Bonvillers
11. Murville
12. Preutin-Higny
13. Sancy
14. Serrouville